# Clara Elisabet von Platen
Clara Elisabet von Platen, född Meisenburg 14 januari 1648, död 30 januari 1700, var en tysk hovdam. Hon var mätress till kurfurst Ernst August av Hannover cirka 1673–1698 och känd för sin inblandning i den så kallade Affären Königsmarck.

## Biografi
Clara Elisabet var dotter till adelsmannen Georg Philipp von Meisenburg och Anna Elisabeth von Meisenburg, och 1673 gift med friherre Franz-Ernst von Platen. Hon placerades av sin far som hovdam hos Hannovers kurfurstinna Sofia av Pfalz, och blev älskarinna till kurfursten, Ernst August av Hannover. Hon fick två barn med Ernst August: Ernst August (1674–1726) och Sophia von Kielmansegg (1668–1717). Hennes syster Catharina blev mätress till tronföljaren, Georg.
Clara Elisabet hade inflytande över kurfursten och beskrivs som Hannovers mäktigaste kvinna. År 1688 ska hon ha blivit förälskad i Philip Christoph Königsmarck, älskare till kronprinsessan, Sofia Dorotea av Celle. Hon utpekas som den som låg bakom det offentliga avslöjandet av förhållandet mellan Königsmarck och Sofia Dorotea år 1694, vilket ledde till att Sofia Dorotea fängslades och Königsmarck försvann. Efter hennes död cirkulerade ett dokument som påståtts vara av henne, där hon bekräftade detta.